# 高冠網蝽
高冠網蝽（学名：Baeochila elongata）为網蝽科高冠網蝽屬下的一个种。其种加词“elongata”意为“长的”。